# Triclisia
Triclisia Benth. – rodzaj roślin z rodziny miesięcznikowatych (Menispermaceae). Obejmuje co najmniej 17 gatunków występujących naturalnie w strefie tropikalnej kontynentalnej Afryki oraz na Madagaskarze i Majotcie.

## Systematyka
Pozycja systematyczna według APweb (aktualizowany system APG III z 2009)
Rodzaj z rodziny miesięcznikowatych (Menispermaceae).
Wykaz gatunków
| - Triclisia angustifolia Diels - Triclisia calopicrosia (Baill.) Diels - Triclisia capitata Diels - Triclisia coriacea Oliv. - Triclisia dictyophylla Diels - Triclisia gilletii (De Wild.) Staner - Triclisia hypochrysea Diels - Triclisia jumelliana Diels - Triclisia lanceolata Troupin | - Triclisia loucoubensis Baill. - Triclisia louisii Troupin - Triclisia macrocarpa (Baill.) Diels - Triclisia macrophylla Oliv. - Triclisia patens Oliv. - Triclisia riparia Troupin - Triclisia sacleuxii (Pierre) Diels - Triclisia subcordata Oliv. |